# 葉麗娜 (中國大陸女演員)
葉麗娜（英文：Lina Ye，1995年2月28日—），是中國大陸女演員。

## 演出

### 電視劇（ViuTV）
- 2020年：《打天下》飾演 凌小玥

### 電視劇（中國大陸）
- 2015年：《無心法師》飾演 丫環珠兒
- 2017年：《夜空中最閃亮的星》飾演 小簡
- 2018年：《超能造夢》飾演 點點
- 2018年：《百慕迷蹤》飾演 蔣芊芊
- 2018年：《重返20歲》飾演 齊妙

### 電影
- 2016年：《不作死不會死》

## 外部連結
- 葉麗娜的新浪微博